# 俄亚纳西族乡
俄亚乡，是中华人民共和国四川省凉山彝族自治州木里藏族自治县下辖的一个乡镇级行政单位。

## 行政区划
俄亚乡下辖以下地区：
大村、苏达村、立碧村、俄碧村、卡瓦村和鲁司村。